# 耶鲁大学名人录
耶鲁人（Yalies）指与耶鲁大学具有某种关系的个人，其中包括校友、教职员工和其他人员。以下是著名的耶鲁人的名单。

## 诺贝尔奖获得者
- 乔治·阿克罗夫（George Akerlof），（2001年经济学獎）
- 雷蒙德·戴维斯（Raymond Davis）, (2002年物理学獎)
- 约翰·埃弗·恩德斯（John F. Enders）, (1954年生理学/医学獎)
- 约翰·芬博士（John Fenn [Ph.D.]), (2002年化学獎)
- 默里·盖尔曼-默里（Murray Gell-Mann）, (1969年物理学獎)
- 阿尔佛雷德·G·吉尔曼（Alfred G. Gilman）, (1994年生理学/医学獎)
- 欧内斯特·劳伦斯博士（Ernest Lawrence [(Ph.D.)]）, (1939年物理学獎). （劳伦斯利弗莫尔国家实验室和劳伦斯伯克利国家实验室便是以他的名字命名的）。
- 乔舒亚·莱德伯格博士（Joshua Lederberg  [Ph.D.]）, (1958年生理学/医学獎)
- 大卫·李博士（David Lee [Ph.D.] 1959年), (1996年物理学獎)
- 辛克莱·刘易斯（Sinclair Lewis）, (1930年文学獎)
- 昂萨格·拉斯博士（Lars Onsager [Ph.D.]）, (1968年化学獎)
- 迪金森·理查兹（Dickinson Richards）, (1956年生理学/医学獎)
- 威廉·威克瑞（William Vickrey）, (1996年经济学獎)
- 乔治·惠普尔（George Whipple）, (1934年生理学/医学獎)
- 埃里克·维斯查斯（Eric Wieschaus） (Ph.D.), (1995年生理学/医学獎)
- 保罗·克鲁格曼（Paul Krugman），（2008年经济学獎）

## 发明家和艺术家
- 沃尔特·坎普（Walter Camp）," 美式橄榄球之父"
- 弗朗西斯·S·柯林斯博士（Francis S. Collins [Ph.D.]), 人类基因计划研究主任
- 李·德福雷斯特, 三级真空管发明者
- W·爱德华兹·德明博士（W. Edwards Deming [Ph.D.]), "全名质量管理" (TQM) 大师
- 欧文·费希尔博士 （Irving Fisher [Ph.D.]）, 经济学家t, "货币主义之父"
- 约西亚·威拉德·吉布斯（Josiah Willard Gibbs）, 数学家, 物理化学家, 热力学家, 因发现“吉布斯现象”出名
- 格雷斯·霍珀博士（Grace Hopper [Ph. D.]）, 计算机编程语言COBOL的发明人
- Art Laffer, 经济学家, best known for the "拉弗曲线"
- 保罗·D·迈克尔德莱蒂（Paul D. MacCready）, "Engineer of the Century," won the Kremer Prize for first human-powered flying machine, pioneer in solar-powered flight
- Saunders MacLane, mathematician, one of the founders of "category theory"
- Jordan Mechner, videogame developer, created Prince of Persia
- Stanley Milgram, psychologist, Milgram experiment, coined the concept "six degrees of separation"
- 薩繆爾·摩爾斯, 电报先驱, 摩尔斯电码发明人
- John Ousterhout, 计算机编程语言Tcl的发明人
- Ronald Rivest, 计算机科学家, RSA加密中的R即代表其人, 2002年 图灵奖获得者
- Eli Whitney, 轧花机发明人
- 詹天佑,"鐵路工程師" ，在1881年畢業於Sheffield Scientific School，亦為京张铁路总工程师

## 企业家 & CEO
- 鄧文迪, (企業管理碩士) 美國知名企業家，前任新聞集團副總、現任耶魯大學管理學院顧問委員。
- Robert M. Bass, (文學學士－1971年) Keystone Inc.的董事長。
- John Thomas Daniels，Archer Daniels Midland創辦人。（本公司是農業產品加工和發酵科技的全球領先者）
- 西奥·艾普斯坦，波士顿红袜执行副总裁、总经理。
- Robert Glaser, (B.A. & M.A.) RealNetworks的創辦人與CEO。
- Bing Gordon，美商藝電（EA）的創辦人之一，擔任執行副總裁、首席創意總監。
- Roberto Goizueta，可口可樂的前CEO(艾文理大學的商學院是以其為名。)
- Charles B. Johnson，富蘭克林坦伯頓投資公司的主席。
- Mitch Kapor，Kapor Enterprises的出資者，Lotus Software的前創辦人與CEO。
- Herbert Kohler，Kohler Company的董事長與主席。
- Clarence King，美國地質調查局的創建者之一。
- Edward LampertESL Investments的創辦人與主席。
- John Franklyn Mars，Mars, Incorporated的CEO
- 羅伯·摩斯，20世紀中期紐約市的建築業大王。
- Gifford Pinchot，United States Forest Service的創辦人。
- Robert Sargent Shriver III，巴爾的摩金鶯隊的擁有者之一。
- Timothy Perry Shriver，特殊奧林匹克運動會的CEO。
- Frederick W. Smith，聯邦快遞的創辦人與CEO
- Harold Stanley，摩根士丹利的創辦人
- Richard Thalheimer，The Sharper Image的創辦人與CEO。
- 胡安·特里普，泛美航空的創辦人與CEO
- Frederick E. Weyerhaeuser，Weyerhaeuser（紙張生產公司）創辦人。

## 学术界名人
- Richard H. Brodhead，杜克大學校長。
- 艾倫·德肖維茨，哈佛大學法律教授。
- Jonathan Dickinson，普林斯頓大學創辦人。
- Daniel Coit Gilman，約翰·霍普金斯大學第一任校長。
- William Rainey Harper，芝加哥大學第一任校長。
- Lawrence Lessig，史丹佛大學法律教授。
- Reinhold Niebuhr (神學院)，作家、神學家。
- 卡蜜兒·佩利亞(Camille Paglia) (Ph.D.)，《性面具》（Sexual Personae）的作者
- Benjamin Spock (醫學院)，嬰兒權威。
- Andrew Dickson White，康乃爾大學第一任校長。
- 容閎，第一位獲得美國大學學位的中國學生。

## 美国总统&副总统
- 第27任美国总统 (1909年-1913年)-威廉·霍华德·塔夫脱,美国最高法院首席大法官(1921年-1930年)
- 第38任美国总统 (1974年-1977年)-杰拉尔德·福特 (法学院)
- 第41任美国总统 (1989年-1993年)-乔治·H·W·布什
- 第42任美国总统 (1993年-2001年)-比尔·克林顿 (法学院)
- 第43任美国总统 (2001年-2009年)-乔治·W·布什
- 美国副总统 (2001年-2009年)-理察·切尼

## 法学界 & 政坛名人
- 吳怡農（經濟學系），中華民國國安會專門委員、臺北市第三選舉區立法委員候選人，前高盛集團執行董事、中華民國陸軍特戰成員
- 希拉蕊·柯林頓（法學院），2016年美國總統選舉民主黨總統候選人、前第一夫人、前美國國務卿
- 駱家輝，前美國駐中國大使、前美國商務部長、前華盛頓州州長
- 郭正亮，政治學博士，前任中華民國立法委員、立法院財政委員會前召委
- 林佳龍，政治學博士，現任中華民國外交部部長，前任中華民國總統府秘書長、中華民國交通部部長、臺中市市長
- 黃偉哲，耶魯公共衛生、哈佛公共行政雙碩士，現任臺南市市長、前任臺南市第二選舉區立法委員
- 江宜樺，前中華民國行政院院長、中華民國內政部部長。
- 羅冠聰，前香港立法會議員，民主派人士。
- 迪安·艾奇遜，前美國國務卿
- Cecilia Altonaga, 联邦法官
- 阿什克羅夫特，前美国司法部长、美国参议员（1993年—2001年）、曾擔任密苏里州州长（1985年—1993年）。
- David Boies, 著名律师（曾經歷微軟反托辣斯案、布希與高爾選舉訴訟、Napster與美國唱片業協會之爭。)
- 小威廉·F·巴克利，政治權威人士。
- McGeorge Bundy，前內閣閣員。
- Edmund Gerald "Jerry" Brown, Jr. (法學院)，奧克蘭市長(1999年-迄今)、加州州長 (1975年-1983年)。
- 卡爾·卡斯滕斯，德國總統（1979年—1984年）
- Mark Dayton，美國參議員（明尼蘇達州，2000年至今)
- Howard Dean，佛蒙特州州長 (1991年-2003年)，美國2004年民主黨候選人。
- William H. Donaldson，美國證券交易委員會主席 (2003年至今)，創辦人為Donaldson、Lufkin 與 Jenrette
- David Gergen，政治權威人士
- Nathan Hale，愛國列士，曾說出名言：" 我只後悔自己只有一條命能為國犧牲。"（原文："I only regret that I have but one life to lose for my country."
- 吉姆·杰福兹，美國參議員（佛蒙特州，1989年－2007年)
- 約翰·克里，前美國國務卿、2004年美國總統選舉民主黨候選人，美國參議員（麻薩諸塞州，1985年-迄今)
- 约翰·博尔顿，前美国总统国家安全事务助理、美国常驻联合国代表
- Tony Knowles，阿拉斯加州州長 (1994-2002年)
- Joseph Lieberman，美國參議員（康乃狄克州，1989年至今)
- John Negroponte，前美國駐伊拉克大使
- George Pataki，前紐約州州長
- 雷德，前美國駐中國大使
- Sargent Shriver，和平工作隊的主要組織人與第一任主任。Eunice Kennedy的丈夫，Maria Shriver的父親，(Maria Shriver是位記者，也是加州現任州長阿諾·史瓦辛格的妻子)。
- Potter Stewart，最高法院法官(1958年-1991年)
- Robert Taft，俄亥俄州州長(1999年至今)
- Clarence Thomas (J.D. 1974，)，最高法院法官 (1991年至今)
- Byron White，最高法院法官(1962年-1993年)
- Pete Wilson，加州州長 (1991年-1999年)
- Ernesto Zedillo，墨西哥總統 (1994年-2000年)
- 鐘文耀（未畢業），清朝一位傑出的外交官，在耶魯大學就學時期也是傑出的舵手。

## 历史人文、音乐艺术界名人
- Hiram Bingham，發現了位於秘魯的马丘比丘。
- 哈羅德·布魯姆，美國文學評論家。
- James Fenimore Cooper，最後的莫希干人（The Last of the Mohicans）作者。
- 查理斯·艾伍士，古典音樂作曲家。
- John Knowles，A Separate Peace的作者。
- 林璎，建筑师，越战纪念墙的设计者
- 亨利·魯斯，時代 (雜誌)的創辦人之一。
- David McCullough，知名的歷史學家，曾兩度獲得普利茲獎，最知名的著作是關於美國總統生平的哈瑞·S·杜魯門與约翰·亚当斯。
- 卡蜜兒·佩利亞(Camille Paglia)，文化評論家與女性主義學者。
- Cole Porter，作曲家
- 埃羅·沙里寧，建築師
- Garry Trudeau，創作Doonesbury的漫畫家
- 諾亞·韋伯斯特，韋氏英文字典的作者。
- Thornton Wilder，劇作家，以劇本Our Town獲得普立茲獎。
- Naomi Wolf，女性主義作家
- Tom Wolfe (PhD)，新聞記者。書籍The Right Stuff與The Bonfire of the Vanities的作者。
- 鮑勃·伍德沃德，新聞記者。也是獲得普立茲獎的書籍All the President's Men的作者之一。
- 李名覺，著名舞台設計師
- 黄自，中国作曲家

## 影坛名人
- Angela Bassett，演员
- Jennifer Beals，女演員，最知名的作品為閃舞（Flashdance）
- Henry Bean，電影劇作家，曾導演店映The Believer
- Jordana Brewster，演员。在電影The Fast and the Furious（台灣譯：玩命關頭）中演出Mia。
- Bruce Cohen，電影製片，曾因1999年的電影 American Beauty（台灣譯：美國心玫瑰情）獲得奧斯卡金像獎。
- Michael Cimino，奧斯卡金像獎得獎導演
- 珍妮佛·康納莉，奧斯卡金像獎獲獎女演員
- 克萊兒·丹妮絲（Claire Danes），女演員。曾在電影終結者第三集中演出，也在導演Baz Luhrmann的電影羅密歐與茱麗葉中與李奧納多·狄卡皮歐演出對手戲。
- 茱蒂·福斯特，奧斯卡金像獎獲獎女演員與導演。在本校拿到文學學士的學位，拿到拉丁文學位榮譽的極優異評等成績。
- Paul Giamatti (MFA, 1989年)，男演員。曾在2003年的電影American Splendor中演出"Harvey Pekar" 一角。
- David Alan Grier, 喜劇演員
- Kathryn Hahn，演员
- George Roy Hill，奧斯卡金像獎得獎導演。
- 荷莉·杭特（Holly Hunter），奧斯卡金像獎獲獎女演員。
- 勞埃德·考夫曼(Lloyd Kaufman)，著名獨立製片人
- Elia Kazan, 奥斯卡金像奖獲獎 director
- Phil LaMarr (1989年)，喜劇演员。在電影黑色追緝令中演出被主角約翰·屈伏塔射中頭部的角色 "Marvin"。
- Ron Livingston，男演員，最廣為人之的作品是在電視影集慾望城市中演出"Jack Berger"一角。
- Frances McDormand (MFA)，女演員
- 保羅·紐曼（Paul Newman），奧斯卡金像獎獲獎演員，經典性格巨星。
- 愛德華·諾頓 (1991年)，演员。
- Bronson Pinchot (1981年)，演员
- Vincent Price，演员
- Gene Siskel (1967年)，影評人
- Todd Solondz，導演。作品有Welcome to the Dollhouse與Happiness。
- 奧利佛·史東（Oliver Stone），奧斯卡金像獎獲獎導演
- 梅丽·史翠普 (MFA), 奧斯卡金像獎獲獎女藝人。穿著Prada的惡魔中演出上司角色。
- John Turturro (MFA)，演員
- 萨姆·沃特斯（Sam Waterston），演员
- 雪歌妮·薇佛（Sigourney Weaver），(MFA)。女演员。知名作品為異形 (電影)
- Jennifer Westfeldt，女演員，曾創作電影(Kissing Jessica Stein)的劇本。

## 电视名人
- Dick Cavett，電視名人（擁有自己的脫口秀）
- 安德森·库珀，美國CNN知名節目 "Anderson Cooper 360"的主播。
- Bill Corbett (DRA 1989年)，演員、作家。在Mystery Science Theater 3000中扮演Crow T. Robot一角。
- 大衛·杜考夫尼，(M.A. 英國文學) ，電視影集X檔案的男主角。
- Dick Ebersol，國家廣播公司（NBC）運動頻道總裁，促成Saturday Night Live（週末夜現場）的推手。
- Sara Gilbert，女演員。最為人知的演出是在情境喜劇Roseanne中演出"Darlene Conner"一角。
- Michael Gross (DRA 1973年)，男演員。最為人知的角色是在Family Ties中扮演Michael J. Fox的父親 "Steven Keaton" 。
- Leo Laporte，在TechTV主持 "The Screen Savers" 。
- Ari Meyers, played Emma McArdle on Kate & Allie
- Chris Noth (MFA), plays "Mr. Big" on 慾望城市
- Stone Phillips，NBC電視台新聞主播
- Robert Picardo， 星艦奇航記：重返地球中演出"總醫官的角色
- David Hyde Pierce，男演員。最知名的角色是在 "Dr. Niles Crane" 中演出Frasier一角。
- Steve Skrovan，情境喜劇人人都愛雷蒙德的監製。
- Ben Stein (法律)，經濟學家，主持節目 "Win Ben Stein's Money."
- Ming Tsai，擔任公共廣播協會頻道的節目[[chef on "East Meets West with Ming Tsai" 的主廚。
- Margaret Warner，The News Hour with Jim Lehrer的資深特派員(主播群之一)，這是一個每週於公共廣播協會頻道播出的國際新聞節目。
- Henry Winkler (MFA)，男演員。最知名的角色是在Happy Days裡演出"Fonzie"。
- Sam Tsui youtuber
- Kurt Hugo Schneider youtuber

## 文学中的人物
- "Charles Montgomery Burns"，1914年。在知名的電視卡通影集辛普森一家中，是 Springfield Nuclear Powerplant的擁有者。
- "Linus Larrabee"，電影Sabrina（龍鳳配）的主角，在1954年的版本是由亨弗萊·鮑嘉飾演，1995年版本則是由哈里森·福特飾演。
- "Dink Stover"，1911年Owen Johnson的Stover at Yale的主角。
- "Rory Gilmore"，影集Gilmore Girls中的主角。
- "Tom Buchanan"，佛蘭西斯·史考特·基·費茲傑羅的大亨小傳中的一角。
- "Nick Carraway"，佛蘭西斯·史考特·基·費茲傑羅的大亨小傳中的解說員。

## 著名教授
从耶鲁大学毕业的教授用斜体.
- 哈羅德·布魯姆 (Ph.D. 1955年)，作家與評論家，書籍 "Genius" 的作者。
- Yung-Chi (Tommy) Cheng（鄭永齊），藥理學家，AIDS藥品3TC的發明者，3TC一般人熟悉的名稱是Epivir。
- Paul Kennedy，歷史學家。"The Rise and Fall of the Great Powers" 的作者。
- John Gaddis，歷史學家，冷戰的專家。
- David Gelernter(1976年)，電腦科學家，Linda程式語言的創作人之一。
- Paul Hudak，電腦科學家。他最知名的成就是－Haskell程式語言。書籍 "The Haskell School of Expression" 的作者。
- 本華·曼德博(Benoit Mandelbrot)，以碎形几何学聞名的数学家。
- William Prusoff，藥理學家。AIDS的藥物d4T發明者。d4T一般人熟悉的名稱是Zerit。
- Robert Shiller，經濟學家。書籍"Irrational Exuberance"的作者，以他發明的心理學理論而聞名。
- 史景迁（Jonathan Spence），历史学家與作者。中國歷史權威。
- 拉明·珊拿- 但以理·威利斯·詹姆斯宣教和世界基督教教授 （英語：Daniel Willis James Professor of Missions and World Christianity）和歷史教授。